# Sarconandia madrasiola
Sarconandia madrasiola är en tvåvingeart som beskrevs av Andy Z. Lehrer 2005. Sarconandia madrasiola ingår i släktet Sarconandia och familjen köttflugor. Inga underarter finns listade i Catalogue of Life.